# Gerardo Raul Requejo
Gerardo Raúl Requejo (Buenos Aires, 25 de abril de 1930-Ibidem 1 de julio de 2013) también conocido como «Coco» fue un periodista, escritor, y uno de los fundadores del diario crónica y Crónica Televisión junto a Héctor Ricardo García.

## Biografía
Hijo de Elvira y Raúl Requejo. En 1963 junto a Héctor Ricardo García y otros periodistas funda el diario crónica. El diario inició su circulación en 1963, en primera instancia como vespertino de lunes a sábado donde Requejo tomó un rol central en el periodismo deportivo. Al poco tiempo se añadió una edición matutina, pasando a editarse los siete días de la semana. Con el crecimiento del diario en la argentina y tras el cierre del histórico vespertino Crítica La junta directiva decide Absorber a los periodistas. Para finales de la década de 1970 se había adoptado un estilo más fuerte, similar al encontrado en varios diarios caribeños, en parte como respuesta a la competencia del Diario Popular, lanzado a fines de 1974 mientras que el crónica había sido clausurado por más de un año por el gobierno de Isabel Perón debido a una nota de primera página que instaba a la población a presionar al gobierno a retomar las islas Malvinas. El diario crónica vuelve a sus funciones en 1975, haciendo que Requejo deje de pasar a ser miembro central de la parte deportiva del diario para ubicarse como director de la sección de hípica en el Hipódromo de La Plata. En 1994 con la salida de crónica televisión Requejo pasa a formar parte un programa deportivo hípica que tan solo duró tres grabaciones. Años más tarde Requejo pasaría a ser uno de los periodistas destacados en crónica y en el hipódromo de La Plata. Requejo fallece en 2013. El hipódromo de La Plata como homenaje en 2018 comienza a llamar Gerardo Requejo a las carreras de 1000 metros.